# Michel Trilles
Michel Trilles, né le 23 mai 1916 à Salses et décédé le 22 juillet 1970 à Perpignan, est un joueur français de rugby à XIII, évoluant au poste de pilier (1,73 m, 90 kg). Il commence à jouer au rugby à XV pour l'USA Perpignan et devient champion de France en 1944. La même année, il rejoint le rugby à XIII et signe pour le XIII catalan. Il joue également pour Albi XIII.